# Cuero
Cuero är en stad i den amerikanska delstaten Texas med en yta av 12,8 km² och en folkmängd som uppgår till 6 571 invånare (2000). Cuero är administrativ huvudort i DeWitt County.

## Kända personer från Cuero
- Guy Cordon, politiker
- Fred Hansen, friidrottare